# 나카스정
나카스정(中洲町)은 오카야마현 쓰쿠보군에 있던 정이다. 현재의 구라시키시에 해당한다.